# Genoveva
Genoveva ist ein weiblicher Vorname.
Historisch und kulturgeschichtlich sind die Biografien zweier Frauen zu unterscheiden:
- Genoveva von Paris, eine in Nanterre geborene geweihte Jungfrau des 5. Jahrhunderts, Schutzheilige der französischen Hauptstadt
- Genoveva von Brabant, die Hauptfigur eines spätmittelalterlichen Legendenstoffes (vermutlich ohne konkreten historischen Hintergrund) um eine fälschlich als Ehebrecherin verstoßene und mit ihrem Sohn Schmerzensreich ausgesetzte Herzogstochter. Im 14. Jahrhundert niedergeschrieben, fand der Stoff weite Verbreitung und wurde durch die Aufnahme in die Sammlungen Deutscher Volksbücher populär

Zu Genoveva in der Kunst siehe die Einzelartikel zu diesen beiden Personen.

## Varianten
- Genève
- Genevieve, englisch
- Geneviève, französisch
- Genofeva
- Genofefa
- Genovaitė, Genoveita, litauisch
- Genovefa
- Genoveffa, italienisch
- Genovéva, ungarisch
- Genowefa, polnisch
- Ginette
- Ginevra
- Guinevere
- Jennifer
- Jenovefa, tschechisch
- Jenůfa
- Quenifar
- Veva

## Namensträgerinnen

### Genoveva, Genovefa, Genowefa
- Genoveva Añonma (* 1989), äquatorialguineische Fußballspielerin
- Genoveva von Brabant, legendäre Heilige (vermutlich fiktiv)
- Genowefa Brzostowska (ca. 1725–1792), polnische Diplomatin
- Genoveva Eichenmann (* 1957), Schweizer Marathonläuferin
- Genoveva Hartlaub (1915–2007), deutsche Schriftstellerin
- Genowefa Kobielska (1906–1993), polnische Diskuswerferin und Kugelstoßerin
- Genoveva Mayer (* 1982), deutsche Schauspielerin
- Genoveva von Paris (≈422–502), Heilige, Schutzpatronin von Paris (5. Jahrhundert)
- Genoveva Ríos (1865–nach 1879), bolivianische Heldin, abgebildet auf dem 20-Boliviano-Schein
- Genoveva Schauer (1898–1962), deutsche Stadträtin
- Genoveva Torres Morales (1870–1956), spanische Ordensgründerin und Heilige
- Genovefa Weber (1764–1798), Opernsängerin und Schauspielerin, Mutter des Komponisten Carl Maria von Weber
- Genovefa Weisser (1888–1963), österreichisch-tschechische Schaustellerin

### Genevieve, Geneviève
- Genevieve (1920–2004), französisch-US-amerikanische Sängerin und komödiantische Schauspielerin

- Genevieve Angelson (* 1987), US-amerikanische Schauspielerin
- Genevieve Bell (* 1968 oder 1969), australische Anthropologin
- Geneviève Brisac (* 1951), französische Schriftstellerin
- Geneviève Bujold (* 1942), frankokanadische Filmschauspielerin
- Geneviève Cadieux (* 1955), kanadische Fotografin
- Geneviève Castrée (1981–2016), kanadische Comiczeichnerin, Illustratorin und Musikerin
- Geneviève Claisse (1935–2018), französische Künstlerin der Geometrischen Abstraktion
- Geneviève Cluny (* 1928), französische Schauspielerin
- Geneviève Dormann (1933–2015), französische Journalistin und Schriftstellerin
- Geneviève Fioraso (* 1954), französische Politikerin des Parti Socialiste (PS)
- Geneviève Fontanel (1936–2018), französische Theater- und Filmschauspielerin
- Geneviève Fortin (* 1972), kanadische Freestyle-Skierin
- Geneviève Fraisse (* 1948), französische Philosophin, Autorin, Historikerin und Politikerin
- Geneviève de Galard Terraube (1925–2024), französische Krankenschwester, der „Engel von Điện Biên Phủ“
- Geneviève Gallois (1888–1962), französische Benediktinerin, Malerin, Zeichnerin, Buntglasmalerin und Karikaturistin
- Geneviève de Gaulle-Anthonioz (1920–2002), Mitglied der französischen Résistance und der Menschenrechtsbewegung „ATD Quart monde“
- Geneviève Grad (1944–2024), französische Schauspielerin
- Geneviève Guitel (1895–1982), französische Mathematikerin
- Geneviève Halévy (1849–1926), Pariser Salonière
- Geneviève Jeanson (* 1981), ehemalige kanadische Radrennfahrerin
- Geneviève Lacasse (* 1989), kanadische Eishockeytorhüterin
- Geneviève Laporte (1926–2012), französische Schriftstellerin, Dichterin und Filmemacherin
- Geneviève Lüscher (* 1953), Schweizer Prähistorikerin, Sachbuchautorin und Wissenschaftsjournalistin
- Geneviève Micheli (1883–1961), ökumenisch orientierte französische Protestantin, erste Oberin der Communauté de Grandchamp
- Genevieve Nnaji (* 1979), nigerianische Schauspielerin
- Genevieve O’Reilly (* 1977), irisch-australische Schauspielerin
- Genevieve Padalecki (* 1981), US-amerikanische Schauspielerin
- Geneviève Page (1927–2025), französische Schauspielerin
- Geneviève Picot (* 1956), australische Schauspielerin
- Geneviève Raugel (1951–2019), französische Mathematikerin
- Geneviève Sabourin (* 1972), kanadische Schauspielerin
- Geneviève Simard (* 1980), kanadische Skirennläuferin
- Geneviève Tabouis (1892–1985), französische Journalistin
- Genevieve Valentine (* 1981), US-amerikanische Autorin von Fantasy und Science-Fiction
- Geneviève Winding (1927–2008), französische Filmeditorin

## Orte
- Sainte-Geneviève
- der Name der Schweizer Stadt Genève, (deutsch: Genf) hat mit dem Namen Genoveva nichts zu tun.
- die Asteroiden (680) Genoveva und (1237) Geneviève

## Werke der Kunst
(außer Genoveva von Brabant und Genoveva von Paris, siehe dort)
- Mam'zelle Geneviève, komische Oper von Adolphe Adam
- Genoveva (Oper), einzige Oper von Robert Schumann

## Sonstiges
- Genevieve, Markenname des ehemaligen US-amerikanischen Automobilherstellers Neustadt Automobile & Supply Company